# Cópula extrapareja
La copulación extrapareja o cópula extrapareja se refiere a un tipo de conductas de cópula o apareamiento en especies monógamas. La monogamia es la práctica de tener una única pareja sexual (a la vez), formando un vínculo a largo plazo y uniendo esfuerzos para criar en conjunto a la descendencia. Cualquier apareamiento fuera de tal emparejamiento es llamado cópula extrapareja (en inglés, extra-pair copulation). A lo largo de todo el reino animal, la cópula extrapareja es común en especies monógamas, y se cree que apenas unas pocas especies unidas por parejas son exclusivamente monógamas sexualmente. En el reino animal, la copulación extrapareja se ha estudiado principalmente en aves y mamíferos. Posibles beneficios en términos de aptitud reproductiva de la cópula extrapareja pueden investigarse en especies no humanas, como las aves.
Varias teorías se han propuesto para explicar las cópulas extrapareja en el caso de los machos. Una de estas es que los machos pueden maximizar su éxito reproductivo copulando con tantas hembras como sea posible fuera de un vínculo de pareja debido a que su inversión parental es menor con respecto a la de las hembras, es decir, que pueden copular y abandonar a la hembra con un riesgo mínimo para sí mismos. Las hembras, por el contrario, tienen que invertir mucho más en sus crías. Así, para las hembras, las cópulas extraparejas producen un coste mayor porque pueden poner en riesgo los recursos que su pareja puede ofrecer al copular fuera de la relación. A pesar de esto, hembras de muchas especies buscan cópulas extrapareja, lo que ha llevado a un mayor debate respecto a los beneficios evolutivos para las hembras de tales comportamientos.

## En otras especies
Además de en los humanos, se ha encontrado cópula extrapareja en muchas otras especies socialmente monógamas, como pinzones o diamantes cebra, azulejos, charlatanes, patos, gorriones corona blanca, gibones de manos blancas, castores, ratas-topo, zorros rojos, zorros cometa, o suricatas. Cuando la cópula extrapareja ocurre en animales que muestran vínculos sociales hembra-macho sostenidos, esto puede conducir a una paternidad extrapareja, en la que la hembra se reproduce con un macho extrapareja y, por lo tanto, produce descendencia extrapareja.
Debido a los beneficios obvios en términos de éxito reproductivo de los machos, se solía pensar que los machos estaba exclusivamente en control de las cópulas extrapareja. Sin embargo, se sabe ahora que las hembras también buscan cópula extrapareja en algunas situaciones.

### En las aves

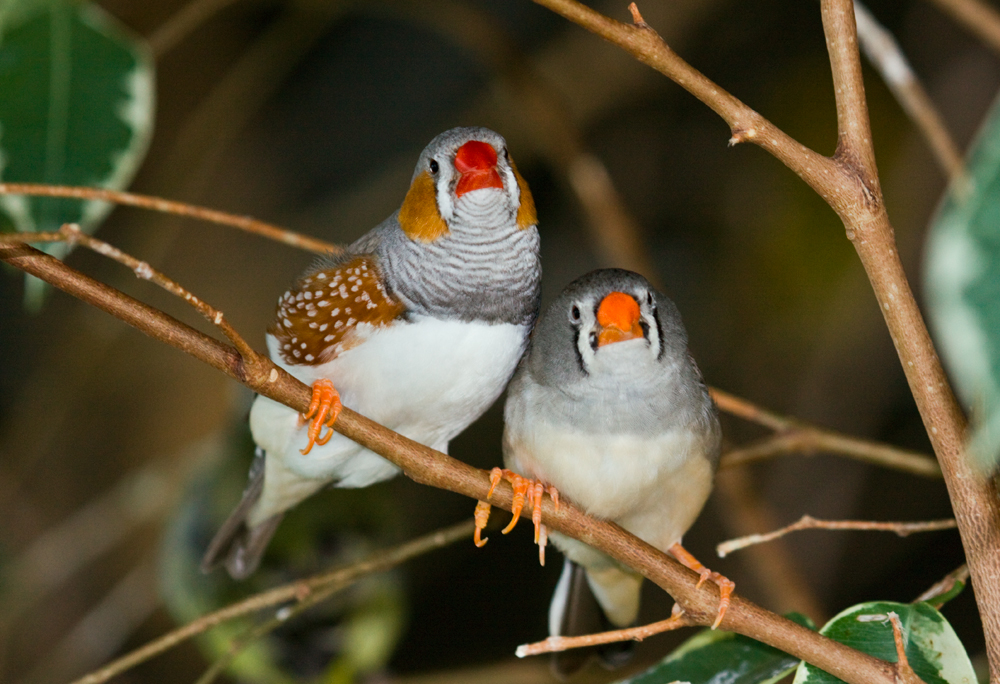
Pareja de pinzones cebra : Reino de las aves, Cataratas del Niágara, Ontario, Canadá

La cópula extrapareja es común entre las aves. Por ejemplo, si bien los pinzones cebra, son socialmente monógamos, no son sexualmente monógamos, de manera que participan en cortejos e intentos de cópula extrapareja. En un estudio de laboratorio, hembras de pinzones cebra copularon a lo largo de varios días, muchas veces con un solo macho y sólo una vez con un macho diferente. Se encontró que el macho extrapareja fecundó significativamente más huevos de lo esperado, proporcionalmente, a partir de una sola cópula en comparación con las muchas cópulas del otro macho. La proporción de cópula extrapareja varía a través de diferentes especies de aves. Por ejemplo, en los azulejos orientales, se ha encontrado que alrededor del 35% de la descendencia se debe a cópulas extrapareja. Algunos de los niveles más altos de cópula extrapareja se encuentran en los hihis de Nueva Zelanda, entre los cuales hasta un 79% de las crías son resultado de este tipo de cópula. La cópula extrapareja puede tener consecuencias significativas para el cuidado parental, como ocurre en el caso de las urracas de ala azul, en los que es común que machos críen a polluelos de otros padres.
En aves socialmente poligínicas (esto es, en los que varias hembras copulan con un mismo y único macho), la cópula extrapareja es apenas la mitad de común que en aves socialmente monógamas. Algunos etólogos consideran que este hallazgo respalda la hipótesis de la «elección femenina» como sistema de apareamiento en las aves.

### En los mamíferos

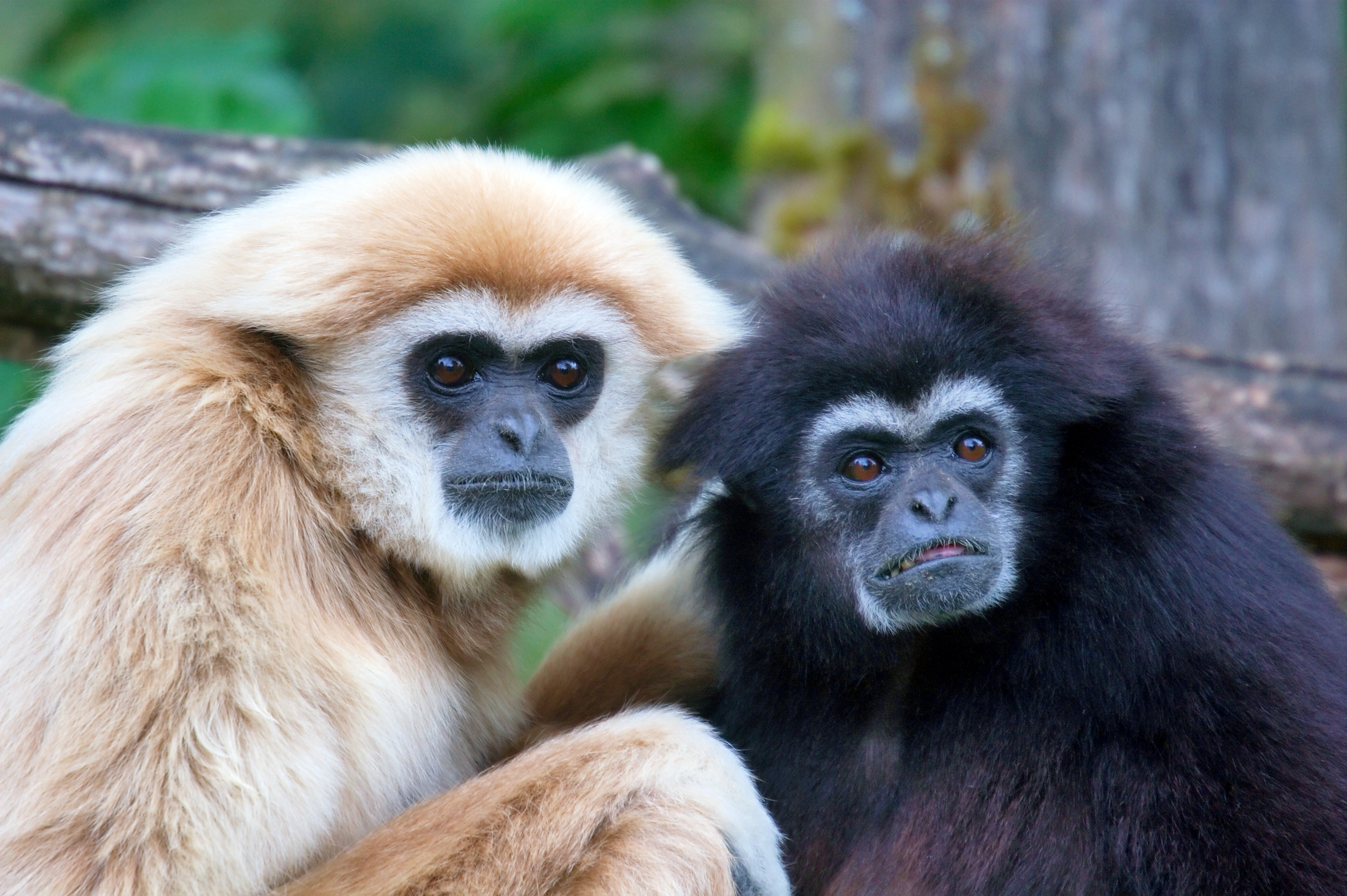
Pareja de gibones de manos blancas

Se ha demostrado la ocurrencia de cópula extrapareja en mamíferos monógamos, tales como el gibón de manos blancas. Un estudio encontró un 88% de cópula dentro de la pareja versus 12% de cópula extrapareja. No obstante, hay enorme variabilidad en las tasas de cópula extrapareja en mamíferos. Otro estudio encontró que esta disparidad en cópula extrapareja es mejor predicha por las estructuras sociales diferentes de distintos mamíferos, en lugar de por los tipos diferentes de vínculos de pareja. Por ejemplo, se encontró menor cópula extrapareja en especies que viven en parejas en comparación con especies que viven en estructuras solitarias o familiares.

### Razones evolutivas
Según algunos téoricos, la cópula extrapareja es una forma en la que la opera la selección sexual para obtener beneficios genéticos, que sería la razón por la cual los machos extrapares involucrados en cópula extrapareja parecen constituir un subconjunto no aleatorio. Hay alguna evidencia en apoyo de esto en las aves. Por ejemplo, en golondrinas, machos con colas más largas participan en cópula extrapareja más que los que tienen colas más cortas. Asimismo, golondrinas hembras con parejas de cola más corta tienen más probabilidades de participar en cópula extrapareja que aquellas cuyos compañeros tienen colas más largas. Un patrón similar se ha encontrado en carboneros de cabeza negra, en el que todos los machos extrapar tenían un rango más alto que machos dentro de la pareja. Con todo, se ha argumentado también que los beneficios genéticos para la descendencia no son la razón por la que las hembras participan en cópula extrapareja. Un metaanálisis sobre beneficios genéticos de la cópula extrapareja en 55 especies de aves encontró que las crías extraparejas no tenían más probabilidades de sobrevivir comparadas con crías intrapareja. Asimismo, se encontró que machos extrapares no mostraban rasgos de «buenos genes» significativamente mejores que los de machos intrapar, excepto por ser ligeramente más grandes en general.
Otra explicación posible para la ocurrencia de cópula extrapareja en organismos en que las hembras solicitan tal cópula es que los alelos que controlan dicho comportamiento son pleiotrópicos intersexualmente. Bajo la hipótesis de pleiotropía intersexual antagónica, los beneficios que obtienen los machos participando en cópula extrapareja cancelan los efectos negativos de ésta para las hembras. De esta manera, el alelo que controla la cópula extrapareja en ambos organismos persistiría, incluso si esto fuera perjudicial para la aptitud fisiológica de las hembras. De forma similar, de acuerdo con la hipótesis de pleiotropía antagónica intrasexual, el alelo que controla la cópula en las hembras controla a su vez un comportamiento que está bajo selección positiva, tal como la receptividad hacia la cópula intrapareja.

## En los seres humanos

### En los hombres
Desde una perspectiva evolucionista o sociobiológica la ocurrencia de conductas de cópula extrapareja en los hombres se ha explicado particularmente como resultado, al menos en parte, de la inversión parental. Investigaciones han sugerido que la cópula supone un mayor riesgo para la inversión futura de parte de las mujeres, en tanto es posible que queden embarazadas y, en consecuencia, requieren una gran inversión parental durante el largo período de gestación humano y, luego, durante la crianza de la descendencia. Por el contrario, de acuerdo con estas perspectivas, los hombres tienen la posibilidad de copular y luego abandonar a su pareja, ya que no hay riesgo de embarazo para ellos mismos, lo que significa que hay un riesgo menor de inversión parental en cualquier posible hijo o hija. Se ha sugerido que, gracias a tener una inversión parental tan baja, es evolutivamente adaptativo para los hombres copular con tantas mujeres como sea posible, lo que permite a estos esparcir sus genes con poco riesgo de inversión futura, si bien esto conlleva un mayor riesgo de infecciones de transmisión sexual.
Desde esta perspectiva, varios factores pueden aumentar la probabilidad de cópula extrapareja en los hombres. En primer lugar, hombres con niveles bajos de asimetría fluctuante (pequeñas desviaciones aleatorias de una simetría bilateral perfecta en los rasgos faciales o corporales) tienen mayor probabilidad de tener cópula extrapareja. Esto puede deberse al hecho de que las señales de baja asimetría fluctuante (es decir, rostros más simétricos) pueden sugerir a las mujeres que los hombres tienen «buenos genes», lo que las hace más propensas a copular con ellos, en tanto esto mejorará los genes de su descendencia, incluso cuando no se espera un compromiso a largo plazo de parte del hombre. En segundo lugar, estrés psicosocial en etapas tempranas de la vida, tal como como extar expuesto a violencia física o al abuso de sustancias, puede predecir la cópula extrapareja en etapas posteriores de la vida. Se ha explicado esto desde la perspectiva de la teoría de la historia de la vida, según la cual personas que se crían en entornos donde los recursos son escasos y la esperanza de vida es baja, tienen mayores probabilidades de adoptar conductas reproductivas a edades más temprana para así garantizar la proliferación de sus genes. Personas criadas en estos entornos se dice que tienen «historias de vida cortas». Se ha sugerido pues que hombres que experimentaron estrés psicosocial temprano en sus vidas tienen historias de vida cortas, lo que los hace más propensos a intentar reproducirse tanto como sea posible mediante la cópula extrapareja para evitar la extinción genética.
Un problema con estas perspectivas, sin embargo, es la dificultad a la hora de explicar por qué los hombres a veces no optan por la cópula extrapareja. Se han propuesto por múltiples razones para esto. Una puede ser que las relaciones monógamas a largo plazo pueden ayudar que se formen entornos que favorecerán la crianza exitosa de los descendientes, en tanto el hombre estaría presente para ayudar a su crianza, lo que aumenta la probabilidad de que los genes del hombre sobrevivan a la siguiente generación. En segundo lugar, se ha propuesto que cópula extrapareja puede resultar costosa socialmente para él, en tanto su cópula puede ser descubierta, lo que llevaría a la disolución de la relación a largo plazo con su pareja y, en algunos casos, incluso a agresión física o incluso a la muerte a manos de su propia pareja o de una persona a la que le han sido infiel. Los hombres también pueden evitar las cópulas extrapareja para minimizar el riesgo de exponerse a una mayor posibilidad de transmisión de infecciones de transmisión sexual, que puede ser común. Las parejas con las que se tiene una cópula extrapareja pueden ser promiscuas a su vez, lo que lleva a una mayor probabilidad estadística de contraer enfermedades venéreas. Esto contrarrestaría la menor incidencia de transmisión de infecciones de transmisión sexual entre parejas sexualmente activas y que son exclusivamente monógamas.

### En las mujeres
Desde una perspectiva evolutiva, las mujeres tienen que invertir mucho más en sus hijos e hijas que los hombres debido al prolongado embarazo y a la enorme dependencia de los bebés humanos durante sus primeros años de vida, que las obliga a tener que preocuparse mucho más por la crianza de sus hijos. Los niños y niñas tienen más posibilidades de supervivencia y desarrollo cuando ambos padres participan en la crianza, pero es mucho más fácil para los hombres abandonar a las mujeres sin que haya un costo adicional, no solo durante el embarazo sino también durante la crianza de los niños. De esta manera, las cópulas extraparejas tienen un coste mayor para las mujeres en tanto ponen en riesgo el apoyo y recursos que su pareja puede ofrecer. Existe también, como en el caso de los hombres, un mayor riesgo de infecciones de transmisión sexual, lo que se sugiere como una posible razón evolutiva para la transición de relaciones polígamas a monógamas en los seres humanos. A pesar de esto, muchas mujeres buscan la cópula fuera de la pareja, y algunas investigaciones han demostrado que los niveles de infidelidad de las mujeres son similares a los de los hombres, aunque esta evidencia es mixta. Debido a este mayor riesgo, existe más confusión en la investigación académica respecto a los beneficios evolutivos de la cópula extrapareja para las mujeres.
La teoría más común desde la perspectiva evolutiva es que las mujeres se aparean fuera de una relación monógama para adquirir mejor material genético para sus hijos o hijas. Así, una mujer en una relación con un hombre de «peor calidad genética» (por ejemplo uno con alta asimetría fluctuante) puede intentar mejorar la aptitud de sus hijos y, por lo tanto, la continuidad de sus propios genes teniendo cópula extrapareja con hombres de mejor calidad física. Una segunda hipótesis es que las mujeres tienen cópula extrapareja para buscar recursos adicionales para ella o sus hijos o hijas. Esta idea se basa en observaciones del mundo animal en el que hembras pueden copular fuera de su pareja con machos cercanos para obtener protección adicional, alimentos o materiales para la anidación. Finalmente, psicólogos evolucionistas han hipotetizado que la cópula extrapareja puede ser resultado indirecto de selección entre los hombres. En tanto hombres y mujeres comparten los alelos que promueven la cópula extrapareja como estrategia evolutiva para aumentar el éxito reproductivo, se ha sugerido que esto aumenta la probabilidad de que este comportamiento se haya expresado en las hembras, de una manera similar a como se explica la ocurrencia de orgasmos entre las mujeres a pesar de que en su caso el orgasmo no tiene relación directa con la fecundación.
También es necesario considerar factores sociales involucrados en la cópula extrapareja. Se ha encontrado que tanto hombres como mujeres tienden a tener más conductas sexuales fuera de la relación monógama cuando experimentan insatisfacción sexual en su relación de pareja, si bien no está claro cómo esto se relaciona con la teoría evolutiva. Encuestas han encontrado diferencias culturales en las actitudes hacia la infidelidad, aunque se encuentra de manera relativamente consistente que las actitudes femeninas hacia la infidelidad son menos favorables que las masculinas.